# 객관
객관(客觀)은 주관에 대립되는 말로서, 주관의 대상이며 인식되는 것이다. 오브젝트(object)의 역어(譯語)로, 보다 넓은 뜻으로는 '대상(對象)'이라고 번역한다.
관념론으로는 주관이 있는 뒤의 객관이며, 객관은 자립적인 것이 아니라 주관의 작용으로써 만들어진 2차적(二次的)인 것이다.
유물론에서 객관은 주관의 바깥에 있다고 하며, 주관에서 독립하여 인식 대상이나 실천 대상이 된다.
그리고 존재론에서는 객체(客體)라고 말한다.
주관의 일면적인 의견에서 떠나 사물(객관)에 따른 공평한 태도를 객관적이라고 한다. 주관의 희망적 관측을 포함하지 않고 사물의 있는 그대로를 올바르게 드러내는 것을 객관성이라고 한다.
사회과학 정보를 총체적으로 봤을 때 객관적인 것은 다수의 반응도 포함되긴 하지만 다수의 반응 또한 특정 감정에 치우쳐 있을지도 모르므로 다수의 반응만으로 있는 그대로의 사실을 보지 못할 확률이 크다. 혹은, 사실을 명확한 근거가 있는 내용으로 발히더라도 다수의 평가에 이성적으로 비춰지지 않으면 사실이라고 인정받기 힘들어 객관적인 사실이 아니게 된다.

## 같이 보기
- 오브젝트
- 구조적 편향